# Synagoge (Schoonhoven)

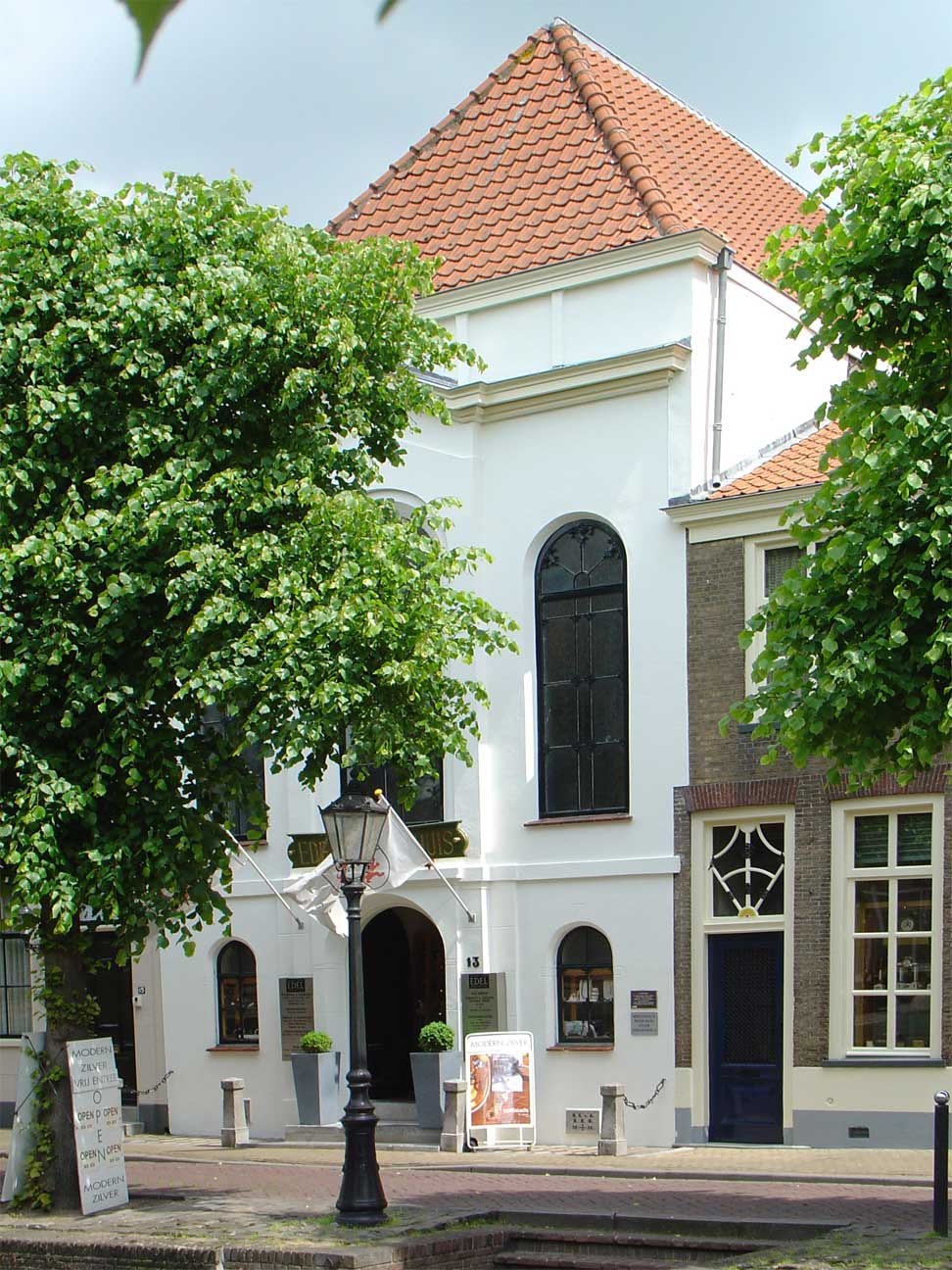
Het Edelambachtshuis aan de Haven te Schoonhoven

De synagoge in de stad Schoonhoven, in de Nederlandse provincie Zuid-Holland, werd gebouwd in de 19e eeuw.
Vanaf het midden van de 18e eeuw was er een joodse gemeente in Schoonhoven actief. In 1817 werd een bovenkamer aan de Kerkstraat als gebedshuis gebruikt. In 1823 werd het 17e-eeuwse koopmanshuis Brandenburg aan de Haven aangekocht om te worden verbouwd tot synagoge. In de 17e eeuw was er in de nog bestaande kelder een zeepziederij gevestigd. Willem Littel was als aannemer verantwoordelijk voor de verbouw. Door geldgebrek kon de synagoge pas in 1838 worden gewijd.
In 1868 werd het gebouw door aannemer Jacob Hendrik Littel Wzn. opnieuw verbouwd. Er werd onder meer een nieuwe neoclassicistische voorgevel geplaatst met middenrisaliet en rondboogvensters met gietijzeren traceringen. Zeven jaren later werd een mikwe aan de achterkant van de synagoge gebouwd.
Tijdens de Tweede Wereldoorlog werd het interieur van het gebouw vernield. De joodse bevolking werd weggevoerd en, op twee na, vermoord. De thorarollen waren bijtijds naar Amsterdam gebracht en bleven zo gespaard.
In 1947 werd de joodse gemeente in Schoonhoven opgeheven en bij die van Rotterdam gevoegd. Het gebouw wordt sindsdien voor andere doeleinden gebruikt.

## Edelambachtshuys
In 1952 werd de voormalige synagoge, na een restauratie, door het Gilde St Eloy in gebruik genomen als Edelambachtshuys. De opening, door commissaris van de Koningin Kesper, vond plaats op 4 juli van dat jaar. In 1974 werd het gebouw gekocht door juwelier Rikkoert. Ook in 1983 werd het gebouw weer gerestaureerd. In het gebouw is een museum voor zilversmeedkunst gevestigd. Het museum herbergt een collectie Schoonhovens zilver, dat werd vervaardigd tussen 1600 en 1930.